# Шпилівка
Шпилі́вка — село в Україні, у Садівській сільській громаді Сумського району Сумської області. Населення становить 562 осіб. До 2020 орган місцевого самоврядування — Шпилівська сільська рада.

## Географія
Село Шпилівка знаходиться за 1,5 км від правого берега річки Псел. Примикає до села Харківщина, за 1 км нижче по течії — зникле в 1980-х роках село Петренкове. Поруч проходить автомобільна дорога Т 1909.

## Історія
Село Шпилівка було засноване в 1697 році.
За даними на 1864 рік у власницькому селі Сумського повіту Харківської губернії мешкало 668 осіб (340 чоловічої статі та 328 — жіночої), налічувалось 119 дворових господарств, існували православна церква та селітряний завод.
Станом на 1914 рік село відносилось до Терешківської волості, кількість мешканців зросла до 2035 осіб.
12 червня 2020 року, відповідно до Розпорядження Кабінету Міністрів України № 723-р «Про визначення адміністративних центрів та затвердження територій територіальних громад Сумської області» увійшло до складу Садівської сільської громади.
19 липня 2020 року, в результаті адміністративно-територіальної реформи та ліквідації Сумського району(1923—2020), село увійшло до складу новоутвореного Сумського району.

#### Російське вторгнення в Україну (з 2022)
Увечері 14 травня 2022 року російські окупанти завдали ракетного удару по околицях села. Вороги завдали чимало руйнувань домогосподарствам, повідомив голова Сумської обласної військової адміністрації (ОВА) Дмитро Живицький. Він наголосив, що обійшлося без людських жертв. Російські ЗМІ 15 травня повідомили, що під Сумами їх авіація ліквідувала два зенітно-ракетних комплекси ЗСУ С-300 і радіолокаційний пост. Насправді — розбили будинок сільгосппідприємства, знищили зграю голубів, що ночувала під його дахом та повибивали шибки у клубі та місцевій їдальні. Хоча, під час окупації Сумської області в лютому-березні 2022 року, саме російські танкісти стріляли з території села Шпилівка у напрямку Сум.

## Археологія
Шпилівський археологічний комплекс: городище, селище, курганний могильник (VIII — XIV ст.) — пам'ятка національного значення.
Розташований за 17 км від обласного центру на мисах та терасах правого берега р. Псел. До складу комплексу входить городище, 2 селища та курганний могильник, який складається з 5 груп. Неподалік від Шпилівського комплексу у 1889 р. було знайдено скарб срібних прикрас та монет початку ХІ ст.

## Туризм
В народі село називають «сумською Швейцарією», бо воно оточене сімома пагорбами. Основна частина села розташована у яру за 1,5 кілометри від річки Псел.
Тут збереглися унікальні палеонтологічні об'єкти яким вже понад 30 мільйонів років та археологічний комплекс VIII—XIV ст. у складі городища, двох селищ та курганного могильника. А ще тут є Лиса гора на якій, за словами місцевих, ніколи не росли дерева. Це є ласе місце для фотографів та любителів активного відпочинку, які використовують схили для польотів на парапланах та лижних спусків взимку.

## Відомі люди
В селі народилися:
- Лисенко Михайло Григорович — український скульптор, академік, Народний художник СРСР.
- Шевченко Олексій Григорович — громадський і політичний діяч у м. Суми. Голова Сумського обласного Товариства Просвіта ім. Т. Г. Шевченка.